# Heckler & Koch HK416
HK416 är en automatkarbin, designad och tillverkad av Heckler & Koch. Vapnet är en förbättrad version av automatkarbinen M4 med gaslås från Heckler & Kochs tidigare automatkarbiner i G36-serien.

## Inledning
HK416 finns som komplett gevär, eller som ett kit med låda som passar på vilket AR-15-underbeslag som helst. Projektet kallades från början HKM4, men ändrade namn eftersom det var för likt det ursprungliga namnet M4/M16, vilket var Colt Defense varumärke.

## Varianter
HK416 finns utförd i fyra varianter med olika piplängder; D10RS med 264 mm, D14.5RS med 368 mm, D16.5RS med 419 mm och D20RS med 505 mm. En civil variant finns även under namnet MR223 för den europeiska marknaden samt MR556 för den amerikanska.

## Användare
HK416 används bland annat av vissa förband inom USA:s armé, Pakistans militär, Taiwans kustbevakning. Vapnet är även standardvapen i norska militären. År 2016 valdes vapnet till att bli standardbeväpning i Frankrikes armé och ersatte därmed automatkarbinen FAMAS som varit i franska arméns tjänst i fyrtio år.